# Steven Leon Hilty
Steven Leon „Steve“ Hilty (* 23. Februar 1945) ist ein US-amerikanischer Ornithologe. Sein Hauptinteresse gilt den neotropischen Avifaunen in Kolumbien und Venezuela. Ferner ist er Leiter von Vogelerkundungstouren.

## Leben
Im Frühjahr 1968 arbeitete Hilty als Vogelberinger in Cerro Punta in Panama. Von 1972 bis 1973 sowie im Jahr 1975 führte er in Alto Yunda, Kolumbien, eine Feldstudie über die Früchteproduktion der Baumgattungen Miconia und Cecropia im Zusammenhang mit dem Nahrungsangebot der in dieser Region vorkommenden Tangarenarten durch. Diese Studie bildete die Grundlage für seine Doktorarbeit Food supply in a tropical frugivorous bird community, mit der er 1977 an der University of Arizona zum Ph.D. promoviert wurde. Im Jahr 1972 gelang ihm im Anchicaya-Tal in der Provinz Valle del Cauca in Kolumbien die Wiederentdeckung der Olivbergtangare (Chlorospingus flavovirens), eine Vogelart, die bisher nur vom Holotypus, der vor 1867 gesammelt wurde, und zwei im Jahr 1935 in Ecuador gesammelten Exemplaren bekannt war.
Seit 1983 ist Hilty für das Ökotourismus-Unternehmen Victor Emanuel Nature Tours tätig, wo er Vogelbeobachtungstouren in Nord- und Südamerika sowie nach Indien, in den Orient sowie in die australasiatische Region leitete. 
Hilty veröffentlichte die Bücher Environmental Profile of Nicaragua (1981), Draft Environmental Profile of The Kingdom of Lesotho (1982), A Guide to the Birds of Colombia (1986), Birds of Venezuela (1995), Birds of Tropical America, A Watcher’s Introduction to Behavior, Breeding and Diversity (1996), Dirt, Sweat, and Diesel: A Family Farm in the 21st Century (2016) und Birds of Columbia (2021). Im Jahr 2011 schrieb er das Kapitel über die Familie der Tangaren (Thraupidae) im sechzehnten Band des Handbook of the Birds of the World.
Im Jahr 2003 beschrieb Hilty gemeinsam mit Paul Salaman, Paul Coopmans, Thomas M. Donegan, Mark Mulligan, Alex Cortés und Luis Alfonso Ortega den Negretzaunkönig (Henicorhina negreti) aus Kolumbien. Im Jahr 2009 beschrieb er in Zusammenarbeit mit David Ascanio den Orinocodickichtschlüpfer (Synallaxis beverlyae), den er nach seiner Frau Beverly benannte, und im Jahr 2013 gemeinsam mit David Ascanio und Andrew Whittaker den Orinokocanastero (Thripophaga amacurensis). Er war Mitglied im ständigen Ausschuss für englische Trivialnamen des International Ornithological Congress für den Bereich Südamerika.
Hilty ist verheiratet und hat zwei Töchter.

## Schriften (Auswahl)
- Steven L. Hilty: Chlorospingus flavovirens Rediscovered, with Notes on Other Pacific Colombian and Cauca Valley Birds. In: The Auk. Band 94, Nr. 1, 1. Januar 1977, S. 44–49 (englisch, sora.unm.edu [PDF; 459 kB]).
- Steven L. Hilty: Flowering and Fruiting Periodicity in a Premontane Rain Forest in Pacific Colombia. In: Biotropica. Band 12, Nr. 4, Dezember 1980, S. 292–306, doi:10.2307/2387701 (englisch).
- Paul Salaman, Paul Coopmans, Thomas M. Donegan, Mark Mulligan, Alex Cortés, Steven L. Hilty, Luis Alfonso Ortega: A new species of Henicorhina wood-wren (Aves, Troglodytidae) from the Western Andes of Colombia. In: Ornitología Colombiana. Nr. 1, 2003, S. 4–21 (avibirds.com [PDF; 565 kB]).
- Steven L. Hilty, David Ascanio: A New Species of Spinetail (Furnariidae: Synallaxis) From the Río Orinoco of Venezuela. In: The Auk. Band 126, Nr. 3, 1. Juli 2009, S. 485–492 (de.scribd.com).
- Steven L. Hilty, David Ascanio & Andrew Whittaker: A new species of softtail (Furnariidae: Thripophaga) from the delta of the Orinoco River in Venezuela. In: The Condor. Band 115, Nr. 1, 2013, S. 143–154 (watermark.silverchair.com [PDF]).